# Commissione Sindona
La Commissione parlamentare di inchiesta sul caso Sindona e sulle responsabilità politiche ed amministrative ad esso eventualmente connesse, detta comunemente Commissione Sindona, è stata una commissione bicamerale costituita nell'arco della VIII legislatura.

## Storia

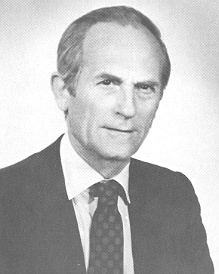
L'on. Alessandro Reggiani, primo firmatario della proposta di legge per l'istituzione della commissione.

La proposta di istituire una Commissione parlamentare d'inchiesta sulle attività di Michele Sindona viene presentata alla Camera il 21 settembre 1979, cioè nel periodo in cui - dopo l'omicidio di Giorgio Ambrosoli,  - il bancarottiere siciliano, latitante negli Stati Uniti, sta simulando il proprio rapimento per poter entrare clandestinamente in Italia. L'inchiesta deve indagare sul "sospetto che oscuri e vastissimi interessi di origine criminale e mafiosa abbiano tenuto fin dall'inizio le fila di tutto l'affare".
La proposta viene approvata e promulgata nella legge 22 maggio 1980, n. 204 (Istituzione di una commissione parlamentare di inchiesta sul caso Sindona e sulle responsabilità politiche ed amministrative ad esso eventualmente connesse), che all'art. 1 da alla Commissione il compito di accertare:
1. se l'avvocato Michele Sindona, personalmente o per tramite di società  da lui direttamente o  indirettamente controllate o di società  ad esse collegate, o comunque per tramite di terzi, abbia mai erogato somme di denaro o altri beni, o abbia comunque procurato vantaggi economici,  a partiti politici,  ad esponenti di partiti politici,   a membri del Governo,  a dipendenti della pubblica amministrazione,  ad amministratori o dipendenti di enti pubblici, o di società  a partecipazione pubblica, o ad organizzazioni, enti e società   in cui i  predetti soggetti fossero direttamente o indirettamente cointeressati;  se esponenti politici o membri del Governo,  dipendenti della pubblica amministrazione, amministratori o dipendenti di enti pubblici, o di società a partecipazione pubblica, ovvero organizzazioni,  enti e  società in cui i predetti soggetti fossero direttamente o indirettamente cointeressati, si siano avvalsi dell'intermediazione dell'avvocato Sindona, o di società da questi direttamente o  indirettamente controllate o  di società ad esse collegate,   per compiere operazioni finanziarie sull'interno e sull'estero e  se eventuali operazioni di tale natura siano avvenute in violazione di leggi, regolamenti o disposizioni amministrative;
2. se esponenti di partiti politici,  membri del Governo, dipendenti della pubblica amministrazione,   amministratori o dipendenti di enti pubblici o di società a partecipazione pubblica, abbiano direttamente o  indirettamente favorito,  o tentato di favorire,  sostenuto, o tentato di sostenere, anche con comportamenti omissivi,  attività  svolte in violazione di leggi, regolamenti o disposizioni amministrative o in contrasto con l'interesse pubblico, dall'avvocato Michele Sindona, da società da questi direttamente o indirettamente controllate o  da società  ad esse collegate; in particolare se vi siano stati interventi di tale natura in relazione a richieste di autorizzazione di aumenti di capitale di società direttamente o  indirettamente controllate dall'avvocato Michele Sindona o di società collegate alle predette;
3. se,  dopo la dichiarazione di fallimento della Banca privata italiana,  e al di fuori delle ordinarie procedure in materia, siano avvenuti rimborsi a creditori e depositanti della medesima banca; con quali modalità tali rimborsi siano stati operati; quale soggetto li abbia operati;  quale sia stato l'ammontare dei rimborsi e quali ne siano stati i beneficiari;
4. se siano state avanzate proposte nei confronti della Banca d'Italia o  degli organi preposti alle procedure concorsuali per ottenere l'estinzione o  la remissione dei debiti del Sindona, o la loro traslazione in capo ad enti pubblici o privati; quale sia stata la natura di tali proposte e chi le abbia avanzate;
5. se da parte di pubblici dipendenti siano stati tenuti comportamenti tali da impedire o  ritardare o comunque ostacolare l'estradizione dell'avvocato Sindona o  tali da intralciare lo svolgimento delle indagini della magistratura sulle sue attività; se esponenti politici o  membri del Governo siano direttamente o indirettamente intervenuti per sollecitare o favorire i comportamenti indicati.

## Regolamento e termine dei lavori

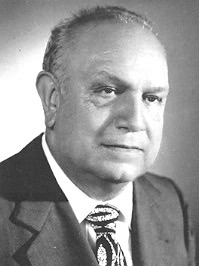
Il deputato socialista Francesco De Martino, presidente della commissione Sindona

La commissione è composta da 20 deputati e 20 senatori scelti dai presidenti delle due camere in proporzione alla rappresentanza dei gruppi parlamentari. I due presidenti scelgono di comune accordo il presidente tra i membri della commissione stessa; i due vice-presidenti e i due segretari sono invece eletti nella seduta d'insediamento. I suoi poteri sono stabiliti all'art. 4:
- procede alle indagini e agli esami con gli stessi poteri dell'autorità giudiziaria.
- nell'inchiesta,    che concerne fatti eversivi dell'ordine costituzionale,  non è opponibile il segreto di Stato, salvo i casi espressamente previsti dalla legge di riordino dei servizi segreti (24 ottobre 1977, n. 801).
- non possono essere oggetto di segreto fatti eversivi dell'ordine costituzionale di cui si è venuti a conoscenza per ragioni della propria professione,  salvo per quanto riguarda il rapporto tra difensore e parte processuale nell'ambito del mandato.
- qualora venga eccepito il segreto d'ufficio, la commissione, se ritiene indispensabili ai fini dell'inchiesta la deposizione del teste e  l'esibizione dei documenti, dispone che il teste deponga e ordina il sequestro dei documenti richiesti.
- in nessun caso è opponibile il segreto bancario.

La commissione può avvalersi dell'opera di agenti e ufficiali di polizia giudiziaria e delle collaborazioni che ritenga necessarie.
Il termine per la conclusione dei lavori è fissato in nove mesi dalla pubblicazione della legge sulla Gazzetta Ufficiale (22 maggio 1980). Viene successivamente prorogato al 25 marzo 1982  (legge 23 giugno 1981, n. 315)

## Relazioni
Al termine dei lavori la Commissione ha presentato otto relazioni:
- Relazione di maggioranza, sottoscritta dai commissari di DC, PSI, PSDI, PRI, PLI.
- Relazioni di minoranza dei commissari del PCI,  del MSI-DN e del Partito Radicale.

## Presidenti
- Francesco De Martino (deputato PSI) - dal 18.09.1980 al 27.10.1982